# La Fille du roi René

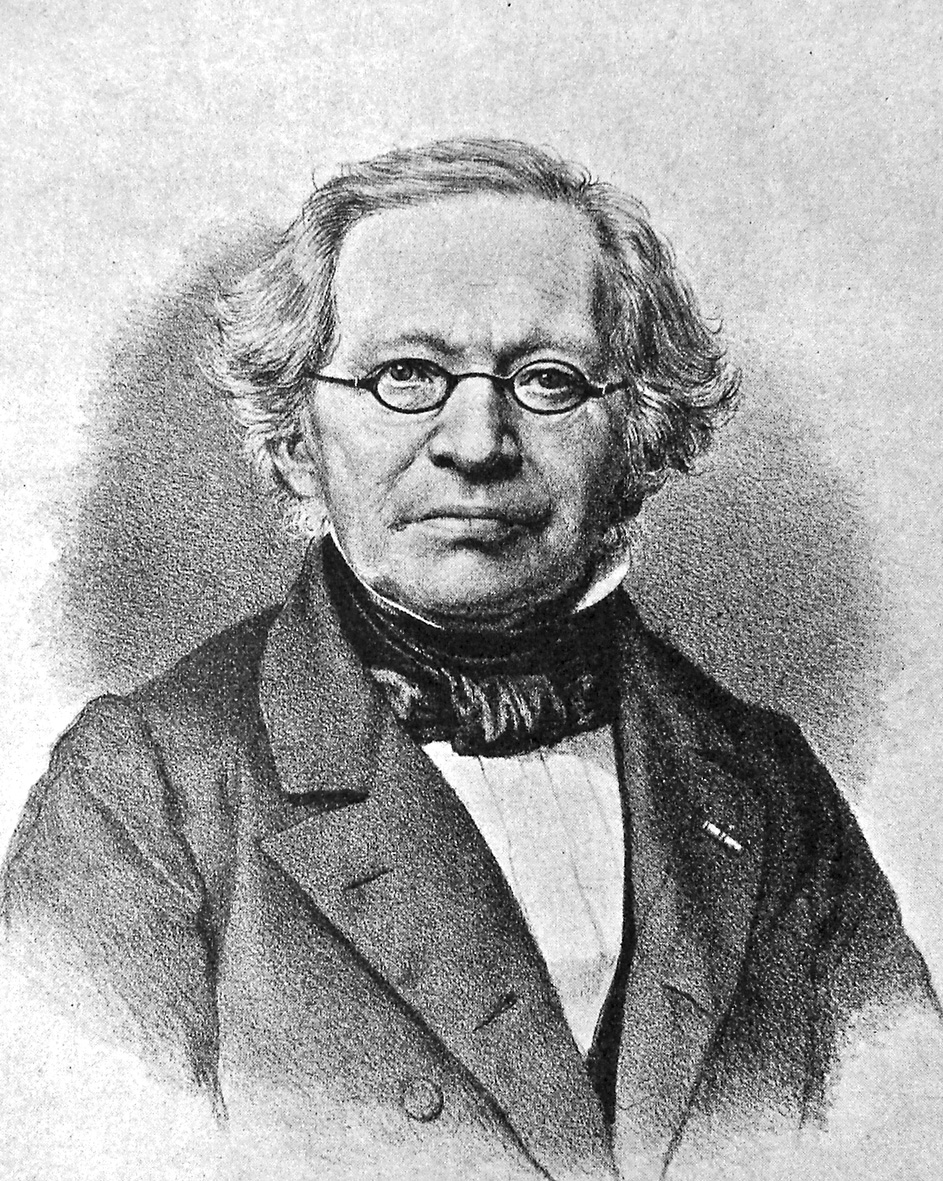
Le dramaturge danois Henrik Hertz, auteur de La Fille du roi René.

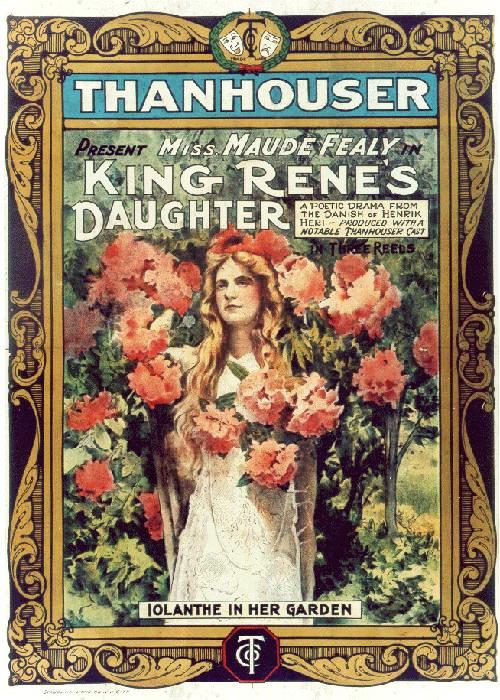
Affiche du film américain King René's Daughter de 1913.

La Fille du roi René (en danois : Kong Renés Datter), est un drame écrit en 1845 par le dramaturge danois Henrik Hertz.

## Œuvre
La Fille du roi René est un récit fictif se déroulant au début de la vie de Yolande d'Anjou, fille du roi René d'Anjou et de Provence. Yolande d'Anjou ou de Lorraine est représentée comme une belle jeune princesse aveugle, âgée de seize ans qui vit dans un jardin protégé paradisiaque. 
Cette œuvre a été traduite dans de nombreuses langues, copiée, parodiée et adaptée. L'adaptation russe par Vladimir Zotov a été utilisée comme base pour la création de l'opéra Iolanta en un acte de Piotr Ilitch Tchaïkovski, sur un livret de Modeste Tchaïkovski, créé le 18 décembre 1892 au théâtre Mariinsky de Saint-Pétersbourg.
En 1913, le réalisateur américain Eugene Moore réalise le film muet King René's Daughter d'après l'œuvre du dramaturge danois Henrik Hertz.

## Personnages
- Le Roi René de Naples, comte de Provence et d'Anjou
- Yolande (ou Yolanthe), sa fille
- Tristan, le comte de Vaudémont
- Sire Geoffrey d'Orange, l'ami de Tristan
- Sire Almerick, un chevalier à la cour du roi René
- Ebn Jahia, un médecin maure
- Bertrand, gardien du jardin de Yolande
- Martha, sa femme

## Synopsis
À l'entrée d'un jardin caché dans une belle vallée provençale, Bertrand explique à Almerick que personne ne doit être autorisé à entrer parce que la fille du roi René, Yolande, y vit dans la solitude. Le fait qu'elle soit aveugle, a été gardé secret de tous sauf à quelques confidents. Même Yolande ne comprend pas pourquoi elle est aveugle, car nul n'est autorisé à lui parler de la lumière ou de la couleur. Elle ne sait pas non plus qu'elle est une princesse. Elle a été aveuglée dans un accident au cours de sa petite enfance. Elle a été suivie, depuis, par un médecin maure Ebn Jahia, qui chaque jour la met dans un sommeil enchanté dans son inconsciente. Avec une combinaison de médicaments, de magie et d'astrologie, il a prédit qu'elle serait guérie quand elle aura 16 ans. Elle devra également épouser Tristan, comte de Vaudémont, qui n'est pas au courant de son état de santé. Yolande vient de passer son 16e anniversaire. Martha dit que Yolande a grandi heureuse, passant son temps dans la chanson et la poésie, et qu'elle ne sera pas en mesure de comprendre le monde quand elle recouvrira la vue. Sire Almerick dit qu'il a été envoyé pour informer Bertrand que le roi René et son médecin vont arriver sous peu et que le comte Tristan est sur le chemin de Provence pour marier Yolande.
Le bon Roi René et son médecin Ebn Jahia arrivent. Ils discutent de la guérison de Yolande. Ebn Jaha lui dit qu'elle devrait bientôt être en mesure de voir, mais d'abord elle doit être informée de son infortune par le fait qu'elle soit aveugle et lui faire comprendre ce que la vue est dans la réalité. Le roi René ne veut que le bonheur de sa fille et craint que son imaginaire et son innocence soient brisés. Ebn Jahia explique que le corps et l'esprit sont intimement liés, insistant sur le fait que Yolande doit être préparé psychologiquement pour la vue. 
Messires Geoffrey et Tristan arrivent à la porte de la jeune princesse angevine. Ils entrent dans le jardin. Tristan dit Geoffrey qu'il ne veut pas se marier avec une femme qu'il a jamais vu. Il est seulement disposé à le faire en raison de son devoir de chevalerie et de gentilhomme. Ils entrent dans le jardin en admirant sa beauté. Tristan voit le Yolande sommeillant et en tombe amoureux immédiatement. Geoffrey pense qu'il a été enchanté. Tristan se prépare à se retirer de la demeure, mais Yolande se réveille, appelant Bertrand et Martha. Messires Geoffrey et Tristan se présentent à Yolande qui leur tend un verre. Les trois jeunes gens chantent des chansons de troubadours. Geoffrey les laisse seuls. Yolande et Tristan parlent ensemble. Il découvre alors qu'elle est aveugle quand elle ne parvient pas à distinguer le blanc d'une rose rouge. Il essaie de lui expliquer la lumière et les couleurs, mais elle ne peut pas le comprendre. Il déclare son amour pour elle et dit qu'il va trouver son père et lui demander sa main en mariage. 
Le roi René et Ebn Jahia arrivent. Le roi René se rend compte qu'il doit maintenant expliquer à Yolande quelle est aveugle. Il essaie de le faire. Yolande est perplexe, mais Ebn Jahia dit que la guérison peut maintenant être menée à bien. Il éloigne Yolande au loin. Pendant ce temps, sire Almerick arrive avec une lettre de Tristan déclarant qu'il ne peut plus se marier avec Yolande car il a trouvé son véritable amour. René est stupéfait. Peu de temps après, messires Tristan et Geoffrey arrivent en armure. Ils disent que leur armée a pris le contrôle de la vallée. Ils veulent savoir qui est le roi René. Ce dernier leur dit qu'il est le roi. Tristan indique qu'il aime la jeune fille qui vit dans ce jardin. Le roi René lui explique qu'elle se prénomme Yolande,et quelle est sa propre fille et la fiancée de Tristan. Yolande et Ebn Jahia sont de retour. Elle est guérie. Tout le monde se réjouit.